# Mekaniska verkstaden Vulcan
AB Mekaniska verkstaden Vulcan var ett verkstadsföretag i Norrköping.
AB Mekaniska Verkstaden Vulcan bildades 1877 genom en rekonstruktion av det 1875 grundade Norrköpings Mekaniska Verkstad AB, och övertog dess lokaler och rörelse på Fredriksdal i Norrköpings norra förstäders municipalsamhälle. Fabriksområdet gränsade till Norrköpings stadsgräns vid Norrtull.
Den största intressenten i företaget var ägaren till Grytgöls bruk Adolf Burén (1847–1930). Den förste chefen var Axel Strandberg, den tidigare tekniska chefen på Norrköpings Bomullsväfveri. Han efterträddes 1886 av Carl Daniel Moberg, som var chef till sin död 1901.
Vulcan tillverkade framför allt ångpannor och pumpar, och hade gjuteri, smedja, plåtslageri och maskinverkstad. År 1891 hade företaget omkring 200 anställda.
År 1905 såldes Mekaniska verkstaden Vulcan till den amerikanska lantbruksmaskintillverkaren International Harvester, som därigenom etablerade sitt första tillverkande dotterbolag utanför USA. I Norrköping tillverkades till en början slåttermaskiner och hästräfsor.